# Serhij Novikov
Sergej Novikov, född 15 december 1949 i Moskva, död 16 april 2021, var en rysk judoutövare, tävlande för Sovjetunionen.
Han tog OS-guld i herrarnas tungvikt i samband med de olympiska judotävlingarna 1976 i Montréal.